# Championnat du monde senior de curling 2015
Navigation
Édition précédente Édition suivante
Le Championnat du monde senior de curling 2015 (nom officiel : World Senior Curling Championships) est le 14e championnat du monde senior de curling.

Il est organisé en Russie dans la ville de Sotchi au Iceberg Skating Palace du 18 au 25 avril 2015.

L'événement s'est tenu conjointement avec le Championnat du monde double mixte de curling.

## Hommes

### ClassementRound Robin
Classement final Round Robin
| Légende | Légende                              |
| ------- | ------------------------------------ |
|         | Equipes sélectionnées au Play-offs   |
|         | Equipes sélectionnées au Tie-breaker |
| V       | Victoire                             |
| D       | Défaite                              |

| Groupe A   | Skip            | V | D |
| ---------- | --------------- | - | - |
| Canada     | Alan O'Leary    | 7 | 0 |
| Écosse     | Gordon Muirhead | 5 | 2 |
| Irlande    | Bill Gray       | 4 | 3 |
| Tchéquie   | Matej Neznal    | 4 | 3 |
| Japon      | Masayasu Sato   | 4 | 3 |
| Italie     | Danilo Capriolo | 2 | 5 |
| Lettonie   | Ansis Regža     | 2 | 5 |
| Kazakhstan | Viktor Kim      | 0 | 7 |

| Groupe B         | Skip              | V | D |
| ---------------- | ----------------- | - | - |
| Danemark         | Ole de Neergaard  | 7 | 0 |
| Nouvelle-Zélande | Hans Frauenlob    | 6 | 1 |
| Suède            | Anders Westerberg | 4 | 3 |
| Norvège          | Halvard Kverne    | 3 | 4 |
| Angleterre       | John Summers      | 3 | 4 |
| Hongrie          | Zoltán Palancsa   | 3 | 4 |
| Russie           | Sergey Narudinov  | 2 | 5 |
| Turquie          | Ahmet Şırınkan    | 0 | 7 |

| Groupe C   | Skip             | V | D |
| ---------- | ---------------- | - | - |
| États-Unis | Lyle Sieg        | 7 | 0 |
| Suisse     | Stefan Signer    | 5 | 2 |
| Australie  | Hugh Millikin    | 5 | 2 |
| Finlande   | Kari Meranen     | 4 | 3 |
| Allemagne  | Wolfgang Burba   | 4 | 3 |
| Slovaquie  | Ondrej Marček    | 2 | 5 |
| France     | Pascal Adam      | 1 | 6 |
| Pologne    | Andrzej Janowski | 0 | 7 |

### Play-offs
|  | Qualification |           |   |
|  |               |           |   |
|  | A3            | Irlande   | 7 |
|  | C3            | Australie | 6 |

|  | Quarts de finale | Quarts de finale | Quarts de finale |        |                  | Demi-finales | Demi-finales | Demi-finales |  |  | Médaille d'Or | Médaille d'Or | Médaille d'Or |
|  |                  |                  |                  |        |                  |              |              |              |  |  |               |               |               |
|  | C1               | États-Unis       | 6                |        |                  |              |              |              |  |  |               |               |               |
|  | A3               | Irlande          | 3                |        |                  |              |              |              |  |  |               |               |               |
|  | A3               | Irlande          | 3                |        | C1               | États-Unis   | 9            |              |  |  |               |               |               |
|  |                  |                  |                  |        | C1               | États-Unis   | 9            |              |  |  |               |               |               |
|  |                  | B2               | Nouvelle-Zélande | 4      |                  |              |              |              |  |  |               |               |               |
|  | B2               | B2               | Nouvelle-Zélande | 4      | Nouvelle-Zélande | 5            |              |              |  |  |               |               |               |
|  | B2               |                  |                  |        | Nouvelle-Zélande | 5            |              |              |  |  |               |               |               |
|  | C2               | Suisse           | 4                |        |                  |              |              |              |  |  |               |               |               |
|  |                  |                  |                  |        |                  |              |              |              |  |  | C1            | États-Unis    | 9             |
|  |                  |                  | A1               | Canada | 4                |              |              |              |  |  |               |               |               |
|  | A1               | Canada           | 9                |        |                  |              |              |              |  |  |               |               |               |
|  | B3               | Suède            | 3                |        |                  |              |              |              |  |  |               |               |               |
|  | B3               | Suède            | 3                |        | A1               | Canada       | 5            |              |  |  |               |               |               |
|  |                  |                  |                  |        | A1               | Canada       | 5            |              |  |  |               |               |               |
|  |                  | B1               | Danemark         | 3      |                  |              |              |              |  |  |               |               |               |
|  | A2               | B1               | Danemark         | 3      | Écosse           | 4            |              |              |  |  |               |               |               |
|  | A2               |                  |                  |        | Écosse           | 4            |              |              |  |  |               |               |               |
|  | B1               | Danemark         | 5                |        |                  |              |              |              |  |  |               |               |               |

|  | Médaille de Bronze |                  |   |
|  |                    |                  |   |
|  | B2                 | Nouvelle-Zélande | 6 |
|  | B1                 | Danemark         | 4 |

#### Médaille de Bronze
Samedi 25 avril, 13h00
| Equipes - Piste D            | 1 | 2 | 3 | 4 | 5 | 6 | 7 | 8 | Total |
| ---------------------------- | - | - | - | - | - | - | - | - | ----- |
| Nouvelle-Zélande (Frauenlob) | 1 | 0 | 1 | 0 | 0 | 3 | 0 | 1 | 6     |
| Danemark (Nielsen)           | 0 | 1 | 0 | 1 | 1 | 0 | 1 | 0 | 4     |

#### Médaille d'Or
Samedi 25 avril, 13h00
| Equipes - Piste B | 1 | 2 | 3 | 4 | 5 | 6 | 7 | 8 | Total |
| ----------------- | - | - | - | - | - | - | - | - | ----- |
| Canada (O'Leary)  | 0 | 0 | 1 | 0 | 0 | 3 | 0 | X | 4     |
| États-Unis (Sieg) | 1 | 2 | 0 | 1 | 2 | 0 | 3 | X | 9     |

### Classement final
| Place              | Equipe           |
| ------------------ | ---------------- |
| Médaille d'or      | États-Unis       |
| Médaille d'argent  | Canada           |
| Médaille de bronze | Nouvelle-Zélande |
| 4                  | Danemark         |
| 5                  | Irlande          |
| 5                  | Écosse           |
| 5                  | Suisse           |
| 5                  | Suède            |
| 9                  | Australie        |

| Place | Equipe     |
| ----- | ---------- |
| 10    | Norvège    |
| 11    | Finlande   |
| 12    | Tchéquie   |
| 13    | Allemagne  |
| 14    | Japon      |
| 15    | Angleterre |
| 16    | Italie     |
| 17    | Slovaquie  |
| 18    | Hongrie    |

| Place | Equipe     |
| ----- | ---------- |
| 19    | Russie     |
| 20    | Lettonie   |
| 21    | France     |
| 22    | Pologne    |
| 23    | Kazakhstan |
| 24    | Turquie    |

## Femmes

### Classement Round Robin
Classement final Round Robin
| Légende | Légende                              |
| ------- | ------------------------------------ |
|         | Equipes sélectionnées au Play-offs   |
|         | Equipes sélectionnées au Tie-breaker |
| V       | Victoire                             |
| D       | Défaite                              |

| Groupe A | Skip                      | V | D |
| -------- | ------------------------- | - | - |
| Suède    | Gunilla Arfwidsson Edlund | 5 | 1 |
| Finlande | Kirsti Kauste             | 4 | 2 |
| Suisse   | Susan Limena              | 4 | 2 |
| Tchéquie | Ivana Kubešková           | 3 | 3 |
| Écosse   | Barbara Gibb              | 3 | 3 |
| Japon    | Shizuko Funaki            | 1 | 5 |
| Russie   | Tatiana Smirnova          | 1 | 5 |

| Groupe B         | Skip                  | V | D |
| ---------------- | --------------------- | - | - |
| États-Unis       | Norma O'Leary         | 5 | 0 |
| Canada           | Lois Fowler           | 4 | 1 |
| Angleterre       | Judith Dixon          | 2 | 3 |
| Italie           | Fiona Grace Simpson   | 2 | 3 |
| Nouvelle-Zélande | Wendy Becker          | 2 | 3 |
| Slovaquie        | Margita Matuškovičová | 0 | 5 |

### Play-offs
|  | Quarts de finale | Quarts de finale | Quarts de finale |  |  | Demi-finales | Demi-finales | Demi-finales |   |    | Finale | Finale | Finale |
|  |                  |                  |                  |  |  |              |              |              |   |    |        |        |        |
|  |                  |                  |                  |  |  |              |              |              |   |    |        |        |        |
|  |                  |                  |                  |  |  | A1           | Suède        | 2            |   |    |        |        |        |
|  | B2               | Canada           | 5                |  |  | B2           | Canada       | 11           |   |    |        |        |        |
|  | A3               | Suisse           | 2                |  |  |              |              |              |   | B2 | Canada | 6      |        |
|  |                  |                  |                  |  |  |              | B3           | Italie       | 2 |    |        |        |        |
|  |                  |                  |                  |  |  | B1           | États-Unis   | 6            |   |    |        |        |        |
|  | A2               | Finlande         | 3                |  |  | B3           | Italie       | 7            |   |    |        |        |        |
|  | B3               | Italie           | 9                |  |  |              |              |              |   |    |        |        |        |
|  |                  |                  |                  |  |  |              |              |              |   |    |        |        |        |
|  |                  |                  |                  |  |  |              |              |              |   |    |        |        |        |

|  | Médaille de Bronze |            |   |
|  |                    |            |   |
|  | A1                 | Suède      | 4 |
|  | B1                 | États-Unis | 6 |

#### Médaille de Bronze
Samedi 25 avril, 13h00
| Equipes - Piste A    | 1 | 2 | 3 | 4 | 5 | 6 | 7 | 8 | Total |
| -------------------- | - | - | - | - | - | - | - | - | ----- |
| États-Unis (O'Leary) | 1 | 1 | 0 | 1 | 2 | 0 | 1 | 0 | 6     |
| Suède (Edlund)       | 0 | 0 | 1 | 0 | 0 | 2 | 0 | 1 | 4     |

#### Médaille d'Or
Samedi 25 avril, 13h00
| Equipes - Piste C | 1 | 2 | 3 | 4 | 5 | 6 | 7 | 8 | Total |
| ----------------- | - | - | - | - | - | - | - | - | ----- |
| Italie (Simpson)  | 0 | 1 | 0 | 1 | 0 | 0 | 0 | X | 2     |
| Canada (Fowler)   | 2 | 0 | 2 | 0 | 0 | 1 | 1 | X | 6     |

### Classement final
| Place              | Equipe     |
| ------------------ | ---------- |
| Médaille d'or      | Canada     |
| Médaille d'argent  | Italie     |
| Médaille de bronze | États-Unis |
| 4                  | Suède      |
| 5                  | Finlande   |
| 5                  | Suisse     |
| 7                  | Écosse     |
| 8                  | Angleterre |
| 9                  | Tchéquie   |

| Place | Equipe           |
| ----- | ---------------- |
| 10    | Nouvelle-Zélande |
| 11    | Russie           |
| 12    | Slovaquie        |
| 13    | Japon            |